# Emiliaans-Romagnools

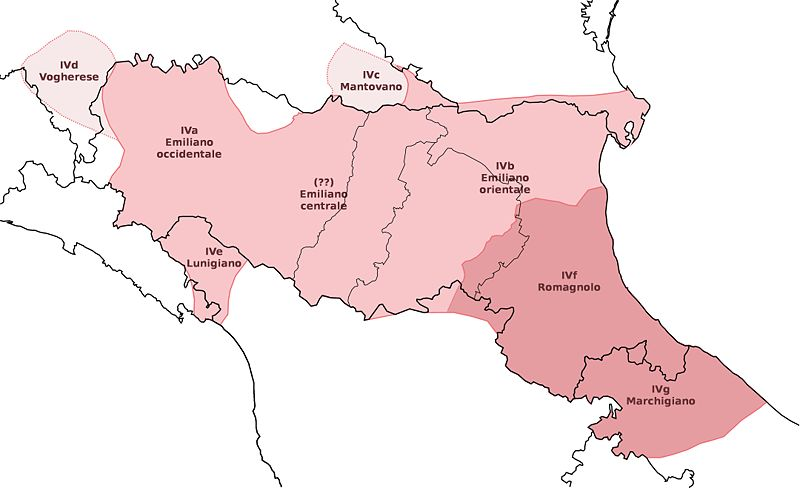
Gebieden waar het Emiliaans en Romagnools wordt gesproken

Emiliaans-Romagnools is een verzamelnaam voor de verwante Romaanse talen Emiliaans en Romagnools. Tot 2009 werden deze talen binnen ISO 639-3 behandeld als één taal met de drielettercode "eml". Geografisch en taalkundig kunnen beide talen worden ingedeeld bij de Gallo-Italiaanse talen zoals het Lombardisch, Piëmontees, Ligurisch en Venetiaans. Het zijn beide minderheidstalen die zich vanuit het Latijn hebben ontwikkeld parallel aan het Toscaans dat de basis vormt voor het Italiaans. Strikt genomen zijn het dus geen dialecten van het Italiaans, ook al zijn Italianen en zelfs de sprekers van Emiliaans of Romagnools zich daar niet van bewust. Het Emiliaans-Romagnools staat op de rode lijst van bedreigde talen van UNESCO. Het wordt alleen als tweede taal gesproken door een afnemend aantal mensen.

## Geografische verspreiding
Emiliaans en Romagnools worden gesproken in de Noord-Italiaanse regio’s Emilia-Romagna en Lombardije (in de provincies Pavia en Mantua), de Centraal-Italiaanse regio’s Toscane (provincie Massa-Carrara) en Marche (provincie Pesaro e Urbino) en in de republiek San Marino.
Talen: Algherees · Arbëresh · Arpitaans · Duits · Emiliaans · Frans · Friulisch · Gallurese · Griko · Italiaans · Ladinisch · Ligurisch · Napolitaans · Ouddalmatisch · Piëmontees · Romagnools · Sardijns · Siciliaans · Sloveens · Valdostaans · Venetiaans